# 王树明 (党群工作部干事)
王树明（1953年—），汉族，中华人民共和国政治人物、第十一届全国政协委员。
加入中国共产党，担任吉林省通信公司长春市分公司长白营销中心南广场分局设备维护班班长。2008年，当选第十一届全国政协委员，代表中华全国总工会，分入第十七组。